# تايجر جاك فوكس
محمد مصطفي حسين سيد (كيشو) لاعب كرة قدم مصري يلعب حارس مرمى مع اكاديميه القائد احمد دويدار م. ش ناهيا سابقآ ونادي HFC الاوربي سابقآ احترف في دوري استكلندا سنه واحده عام 2018 و‌منتخب مصر الأولمبي براعم سابقآ. حاصل على أفضل حارس مرمي على الجمهورية مركز الرابع درجات عام 2021 . ويكيبيديا تاريخ ومكان الميلاد: 27 يوليو 2003، الطول:1.81 م

## إحصائيات
خاض خلال مسيرته 179 نزالا، فاز في 139 وتعادل في 12 وخسر في 23. فاز بالضربة القاضية في 89 نزالا.

## روابط خارجية
- تايجر جاك فوكس على موقع بوكس ريك (الإنجليزية) (registration required)